# Geschiedenis van de slavernij in België
De geschiedenis van de slavernij in België gaat over de slavernij op het grondgebied van het huidige België en de rol die de inwoners van dat grondgebied hebben gespeeld in de wereldwijde slavernij. In het welvarende Vlaanderen en Brabant doofden slavernij en horigheid uit tegen de 12e eeuw. Zuid-Europeanen brachten in de 15e en 16e eeuw niet-christelijke slaven mee, vooral naar Antwerpen. Na de scheuring van de Nederlanden in 1585 kwam er een einde aan hun aanwezigheid en volgde een uittocht van Zuid-Nederlanders, die in de Republiek der Zeven Provinciën aan de basis lagen van de chartercompagnieën. De Spaanse Nederlanden namen geen deel aan deze slavenhandel, noch aan degene die werd opgezet in het Spaanse Rijk. Sporadische initiatieven niet te na gesproken, was er slechts in de jaren 1780 sprake van een min of meer intensieve slavenhandel vanuit de Zuidelijke Nederlanden.

## Oudheid
Zowel de Kelten als de Germanen kenden een maatschappij van edelen, vrijen, halfvrijen en slaven. Ook in de Romeinse tijd bleef het instituut van de slavernij wijdverspreid. Julius Caesar maakte talloze slaven tijdens de verovering van Gallië in 58-51 v.Chr. De Gallo-Romeinse villae rusticae in België werden bewerkt door slaven of pachters.

## Middeleeuwen
In de vroege middeleeuwen verbeterde het statuut van de slaven onder invloed van de Kerk. Vrije boeren bleven echter een minderheid. De meeste landbewerkers waren vroeg of laat verplicht zich onder de bescherming te stellen van een heer. In het feodale stelsel vormden deze halfvrijen de grote meerderheid. Het oudste Nederlandse zinnetje, opgenomen in de Lex Salica, heeft betrekking op hen (Maltho thi afrio lito = Ik verklaar: ik laat u vrij, laat). Ze moesten een deel van hun oogst afstaan, gratis werken op het vroonhof en andere herendiensten verrichten. Wat aanvankelijk een machtsrelatie was, verstolde geleidelijk tot gewoonterecht. Daarin bestonden verschillen van streek tot streek. Ook waren er verschillende statuten naargelang men gebonden was aan de grond of aan de persoon van de heer (horigen, laten, lijfeigenen). Vermits alle halfvrijen onderworpen waren aan de rechtspraak van hun heer (of diens meier), waren ze in de praktijk niet in een positie om hun weinige rechten af te dwingen. Allerlei taksen (mortemain, chevage, formariage) waren erop gericht het luttele vermogen van de horigen naar de heer te doen vloeien.
Naast de horigheid kenden de middeleeuwen nog steeds de eigenlijke slavernij. Nieuwe slaven werden gemaakt in niet-christelijke gebieden en verhandeld in plaatsen zoals Verdun, dat van de 7e tot de 10e eeuw een verzamel- en castratiecentrum was. Karavanen uit Engeland en uit het oosten kwamen er bijeen voor doorvoer naar het zuiden.
In de Belgische streken verdwenen slavernij en horigheid vanaf de 12e eeuw. De mildere condities in kloosterhoeven en in nieuw ontgonnen gebieden hadden reeds enige druk gelegd (cf. 'Onder de kromstaf is het goed leven'), en de opkomst van de steden bood een nog aanlokkelijkere uitweg (cf. 'Stadslucht maakt vrij'). De stichtingsakte van Nieuwpoort bepaalde in 1163 dat al wie er een jaar en een dag verbleef, de vrijheid verkreeg. Het was de eerste stad in de Nederlanden waarvoor dit gedocumenteerd is. Om landvlucht te voorkomen zagen de heren zich ertoe gedwongen betere levensomstandigheden toe te staan. Niettemin werden in vrijlatingsakten vaak heerlijke rechten voorbehouden, zoals de dode hand, al dan niet in de vorm van het beste katteel.
Serviliteit leefde langer voort in arme streken zoals de Ardennen en Luxemburg. In dat laatste gebied werden de Vogteigüter in 1765 opgeheven. Toen keizer Jozef II in 1781 per decreet een einde maakte aan de lijfeigenschap in het Heilig Roomse Rijk, was dit voor de Belgische gewesten nauwelijks nog relevant. In de 18e eeuw herinnerde vooral het beste katteel nog aan de vroegere horigheid. Ook de gerechtsheerlijkheid bleef bestaan doorheen het ancien régime en kwam pas in 1794 ten einde door toedoen van de Franse Revolutionairen. Hun moderne ideeën over vrijheid en gelijkheid maakten een einde aan alle heerlijke rechten.

## Vroegmoderne tijd

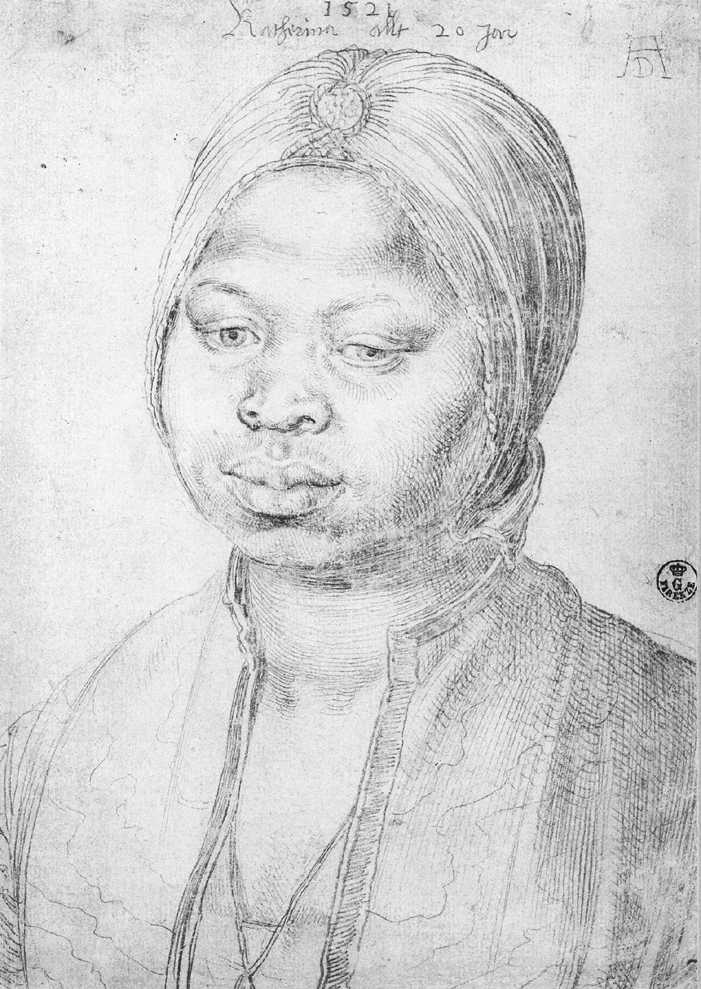
Katherina door Albrecht Dürer (1521). Hij schetste de 20-jarige vrouw tijdens zijn verblijf in Antwerpen bij de Portugese factor João Brandão. In zijn notities noemde hij haar 'Brandão's moor'.

### Slaven op het grondgebied van de Spaanse Nederlanden
In de 15e en vooral 16e eeuw brachten Portugese, Italiaanse en Spaanse handelaren en diplomaten hun zwarte huisslaven mee naar de handelsmetropolen Brugge en Antwerpen. Zuid-Europa had toen meer toegang tot niet-christenen, die volgens pauselijke bullen tot slaaf mochten worden gemaakt. Begin 16e eeuw verschenen in de beeldcultuur geïndividualiseerde portretten van zwarten, zoals bij Gerard David (1515), Jan Mostaert (ca. 1520–25) en Albrecht Dürer (Katherina, 1521). De overkomst van Zuid-Europeanen confronteerde de Zuidelijke Nederlanden met de vraag naar de juridische status van hun slaven. Het Antwerpse gewoonterecht, opgetekend in 1582, was in principe duidelijk:
1. Binnen der Stadt ende vryheyt van Antwerpen sijn alle menschen vry ende gheen slaven.
2. Item alle slaven binnen de Stadt oft vryheyt gecomen wesende, sijn vry ende buyten de macht van heurlieder Meesters oft Vrouwen: ende soo verre men die wilde als slaven houden ende teghen heuren danck doen dienen, moghen proclameren ad libertatem patriae, ende heurlieder Meesters oft Vrouwen voor de Weth doen daghen, ende hen aldaer rechtelijck vry doen verclaeren.
De praktijk was echter anders. Het Antwerps stadsarchief bevat verschillende vermeldingen van slaven die na hun doopsel werden vrijgelaten. Het vroegste voorbeeld is te vinden in de Chronycke van Antwerpen onder maart 1456: een galeischipper liet een zestienjarige joodse moor dopen en schonk hem zo de vrijheid. Gelijkaardige ceremonieën deden zich voor in 1497 met drie joden die waren overgekomen in het gevolg van Johanna van Castilië en in 1518 met een joodse vrouw van 22 jaar. Uit deze praktijk kan worden afgeleid dat niet-bekeerde slaven wel degelijk in slavernij bleven. Dat wordt bevestigd door verkopen van slaven die te Antwerpen zijn gedocumenteerd (bijvoorbeeld op 24 mei 1540 verkocht Diego Alvares de achttienjarige slaaf Duarte aan de Genuees Jeroom Massa) en door een stadsordonnantie van 16 augustus 1516 die een premie uitloofde voor het terugbrengen van "twee Mooren nog niet kersten wesende" naar hun eigenaar George de Sulco Lobo. Uit dezelfde periode dateert het geval van Balthasar de Moor, een voormalige slaaf wiens handelspartner hem wilde laten arresteren omdat hij zou zijn gevlucht. In een notarieel verzoekschrift ontkende Balthasar dat en verklaarde hij geboren te zijn "uyt de Indien van Portugael van Cristen ouders". De afloop is niet bekend.
Interessant is ook de casus van de slaaf Simon, op de kaken gebrandmerkt met de letters J. en M., die op 6 maart 1532 in Mainz was gevlucht. Zijn Portugese eigenaar vroeg Maria van Hongarije om hem te laten opsporen. Ze won het advies in van de Grote Raad van Mechelen, die besloot tot onontvankelijkheid: volgens de Raad was een ontsnapte slaaf bevrijd omdat de slavernij niet bekend was in de Nederlanden. Daarvoor werd gesteund op de costuymen van Antwerpen, die zelfs buitenlandse slaven toelieten zich gerechtelijk in vrijheid te laten stellen. De zaak werd besproken door de Leuvense professor Petrus Gudelinus in zijn Commentariorum de iure novissimo libri sex (1620). Wie als slaaf op het grondgebied van de Nederlanden kwam, herwon volgens Gudelinus' analyse van rechtswege de vrijheid.  Ook bij Zypaeus is een juridische bespreking van de slavernij de vinden. De regel van de "vrije grond" was een belangrijk, zij het niet onomstreden principe. In 1552 werd de slaaf Bertelmeeus uitgeleverd aan zijn Spaanse meester. Een ander geval deed zich voor in Oostende in 1731. Antonio Bartholomeo de Leon was ontsnapt aan zijn meester, een Engelse kapitein, en had zijn toevlucht gezocht in de stad. Het kwam tot een proces, waarbij de uitlevering aan de eigenaar werd geweigerd omdat het instituut van de slavernij niet werd erkend. De Geheime Raad steunde zich hiervoor op de eerdere zaak uit 1532 en noemde de Antwerpse costuymen beslissend.

### Deelname aan de Trans-Atlantische slavenhandel
Vanuit de Habsburgse Nederlanden is in beperkte mate aan slavenhandel gedaan. Zuid-Nederlanders maakten daarvoor gebruik van hun toegang tot het Spaanse en Portugese koloniaal systeem. Eind 15e eeuw waren er enkele Brugse huizen die op Afrika voeren en in de 16e eeuw werd vanuit Antwerpen gehandeld met de Golf van Guinea. In 1518 kreeg Laurent de Gorrevod, raadgever aan het Mechelse hof van Margaretha van Oostenrijk, een vergunning om 4000 Afrikaanse slaven naar Amerika te verschepen. Deze licentie, die door Gorrevod werd doorverkocht in Spanje, was het startschot van de Trans-Atlantische slavenhandel. Het was niet louter toeval dat dit startschot een connectie met de Nederlanden had: de entourage van keizer Karel V werd als "Vlaams" beschouwd, en het was tot hen dat Bartolomé de las Casas zich richtte om de keizer ervan te overtuigen indiaanse dwangarbeid te vervangen door Afrikaanse slavenarbeid.
Op de Braziliaanse kusten investeerden Zuid-Nederlanders in suikerrietplantages die dreven op slavenarbeid. De Antwerpse koopman Erasmus II Schetz was eigenaar van een grote plantage op het Braziliaanse eiland São Vicente. Ook zijn stadsgenoten Manuel Vandale en Gaspar de Mere ontplooiden gelijkaardige activiteiten. Er mochten dan geen slavenschepen aanleggen in Antwerpen, de stad was wel een centrum van waaruit de slavenhandel gecoördineerd en gefinancierd werd.
Na de val van Antwerpen in 1585 trokken de grote reders en kooplui van de stad noordwaarts. Mensen als Balthazar de Moucheron, Isaac le Maire en Johan van der Veeken richtten voorcompagnieën op en behoorden in 1602 tot de grondleggers van de Vereenigde Oostindische Compagnie, die beschouwd kan worden als een Zuid-Nederlands initiatief. In deze beginfase waren er nog geen grootschalige plantages en hield de VOC vooral compagnieslaven in Batavia en op de Kaap. De in 1622 opgerichte West-Indische Compagnie was dan weer het geesteskind van de Antwerpenaar Willem Usselincx. Zijn project was in de eerste plaats koloniaal en niet zozeer gericht op de Trans-Atlantische slavenhandel, die de WIC later grote winsten opleverde. Usselincx was niet tegen slavernij, maar hij dacht dat het minder productief zou zijn. 
Nog in 1613-1615 verscheepte het Antwerps-Portugese huis Ximenes in het kader van de Trans-Atlantische driehoekshandel Angolese slaven naar Pernambuco, Carthagena en Buenos Aires. Brugse reders stuurden in 1687-1688 de Pellicaen op slavenexpeditie, maar hij werd onderschept door de Brandenburgse Afrikaanse Compagnie. Andere private initiatieven werden in 1718-1721 ondernomen vanuit Oostende, maar de twee uitgestuurde fregatten botsten op de West-Indische Compagnie. De Oostendse Compagnie deed in de jaren 1720 Madagascar aan en overwoog om er slaven op te halen met bestemming Zuid-Amerika. Met steun van de markies van Prié verkende de Compagnie in 1726-1728 de mogelijkheden voor een dergelijke slaventrafiek, waarbij het eiland Fernando de Noronha geschikt werd bevonden om plantages aan te leggen. Door het voortijdige einde van de Compagnie kregen de plannen geen uitvoering. De Zuidelijke Nederlanden waren geen zeemacht en bleken niet opgewassen tegen de omringende staten, die hun lucratieve slavenhandel desnoods met harde hand afschermden.
Met het uitbreken van de Amerikaanse Onafhankelijkheidsoorlog werden op grote schaal Luikse wapens via Oostende naar Amerika gesmokkeld. De handel valt moeilijk te reconstrueren omdat de vrachtbrieven niet de realiteit weerspiegelden. Aan de clandestiniteit kwam kortstondig verandering door de Vierde Engels-Nederlandse Oorlog, toen Oostende in de jaren 1781-1783 opbloeide als vrijhaven en de neutraliteit van de keizerlijk-Oostenrijkse vlag werd gerespecteerd. De Fransen gaven faciliteiten voor slavenvaart op de Franse Antillen. Met name de in Brussel gebaseerde Friedrich von Romberg zette vanaf 1780 verschillende winstgevende campagnes op het getouw. In associatie met financiers als Jacques Joseph Chapel en Joseph Depestre liet hij slavenschepen bouwen. Een twaalftal ervan vertrokken uit Oostende, maar ook in La Rochelle en Le Havre was hij actief. Bij het herstel van de Franse exclusiviteit op de West-Indiëvaart in 1783 richtte Romberg met de broers Jean Joseph en Josse Jean Walckiers in Bordeaux de firma Romberg, Bapst & Cie op, die een veertiental slaventransporten ondernam. Vanuit Brugge was de firma Mason, Blundell & Masterson zeer actief in de jaren 1780-1784.
Andere slavenfirma's in die jaren 1780 waren J.B. van Schoor in Brussel, De Vlinck in Oostende, Jacoby en Wieland in Brugge, J. & P. de Loose in Gent. Ze organiseerden een twintigtal campagnes. Van Schoor pleitte ervoor Tobago in bezit te nemen, maar daarvoor ontbrak een sterke marine. Eens de Fransen hun exclusiviteit op de West-Indiëvaart herstelden, doofde de Belgische handel snel weer uit. Toch bleef er tot omstreeks 1790 een trans-Atlantische trafiek bestaan vanuit Oostende, voornamelijk gericht op de Verenigde Staten van Amerika. De omvang van de slavenhandel daarin is moeilijk te schatten omdat veel in het zwart gebeurde. De aantekeningen van slavenkapitein Pierre van Alstein, een Vlaming in Franse dienst, geven enig inzicht in de realiteit van die trafiek. Herman Portocarero schat dat Belgische slavenhandelaars vijfduizend personen hebben vervoerd.
Toen de Belgische gewesten in 1795 werden ingelijfd bij Frankrijk, was de slavernij in de Franse kolonies het jaar voordien net opgeheven. Het decreet werd weliswaar niet consequent afgedwongen en werd in 1802 zelfs weer opgeheven, maar de onderdanen uit de verenigde departementen lijken zich nauwelijks met slavenhandel te hebben ingelaten. Tijdens het Verenigd Koninkrijk der Nederlanden was de situatie enigszins gelijkaardig. Het jaar voordien, in 1814, was een principieel verbod ingesteld op trans-Atlantische slavenhandel, maar het ging pas in vanaf 1818 en verhinderde niet dat er nog clandestiene trafiek was en legale slavenhandel in de Caraïbische kolonies. Dit ging grotendeels voorbij aan de inwoners van de zuidelijke provincies.

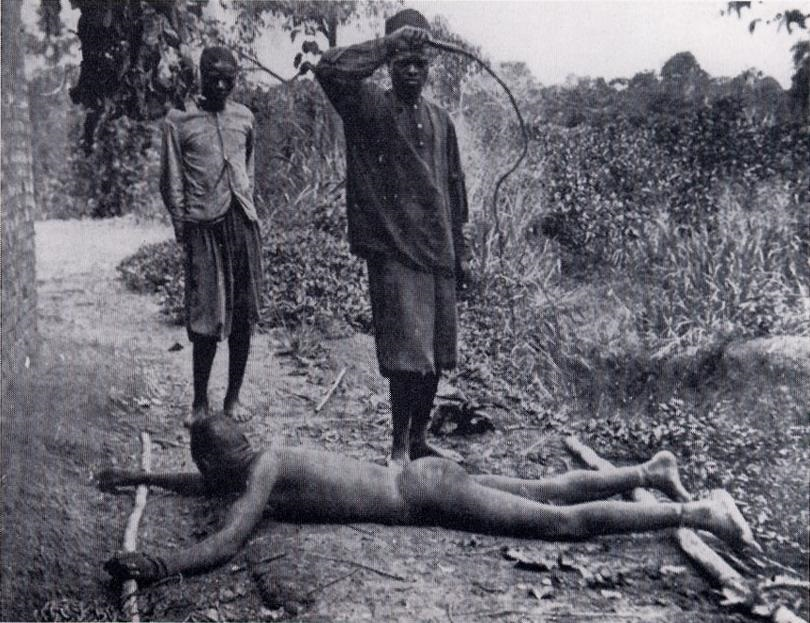
Gebruik van de chicotte in de Onafhankelijke Congostaat eind 19e eeuw

## 19e eeuw: kolonialisme en abolitionisme
Na de Belgische onafhankelijkheid in 1830 zochten vooral de koningen Leopold I en II naar koloniën voor de nieuwe staat. Vele pogingen faalden tot Leopold II erin slaagde Congo te verwerven. In 1884 werd hij op de Koloniale Conferentie van Berlijn erkend als soeverein. Hij begon een campagne tegen de Arabische slavenhandel om financiële steun los te krijgen voor de koloniale bezetting, die vooral in de beginjaren een machtsstrijd met de Arabo-Swahili vergde, zij het dat ook met hen werd samengewerkt als dat opportuun leek. Zo werd de machtige ivoor- en slavenhandelaar Tippo Tip gouverneur van Oost-Congo in dienst van Leopold en kon hij zijn handel op Zanzibar verderzetten. In België zag de Société antiesclavagiste de Belgique het licht in 1888 en kwam twee jaar later de Conventie van Brussel tot stand, een internationaal verdrag tegen slavenhandel in Afrika. Het houden van slaven bleef echter nog lange tijd gedoogd in Congo. Ook kende het leopoldiaanse bewind dwangarbeid, ontvoeringen, marteling, verkrachtingen, onthoofdingen en afhakken van handen. Na de Belgische overname van Congo in 1908 kwam een einde aan de grootste wanpraktijken. De chicotte bleef echter het symbool van de minderwaardige positie waarin Congolezen zich bevonden.

## Hedendaagse slavernij
Hoewel de slavernij juridisch is afgeschaft, zijn er in België nog vormen van uitbuiting aanwezig die sociaal-economisch in de buurt komen. Vaak zijn de slachtoffers buitenlanders. In de prostitutie leven veel sekswerkers in een soort schuldslavernij of zijn hun verblijfspapieren door hun pooiers in beslag genomen. Ook huishoudelijke slavernij komt nog voor, in het bijzonder in diplomatieke milieus. Door de diplomatieke immuniteit kan uitbuiting van inwonend huispersoneel moeilijk worden vervolgd. In 2016 werd geschat dat er zo'n 2.000 mensen in slavernij leefden in België.

## Voetnoten
1. ↑  Léo Verriest, Le servage dans le comté de Hainaut, 1910
2. ↑  Léo Verriest, "Le servage en Flandre, particulièrement au Pays d'Alost" in: Revue historique de droit français et étranger, 1950, p. 35-66
3. ↑  Léo Verriest, "Le servage en Flandre, particulièrement au Pays d'Alost" in: Revue historique de droit français et étranger, 1950, p. 64
4. ↑  Dienke Hondius, Blackness in Western Europe. Racial Patterns of Paternalism and Exclusion, 2017, p. 132-133
5. ↑  Hans-Jan van Kralingen, Some remarks on slavery and legal history, Leiden Law Blog, 6 maart 2014
6. ↑  "De servis", in: Noticia juris Belgici, 1635, p. 180-182
7. ↑  Filip Batselé, Liberty, Slavery and the Law in Early Modern Western Europe. Omnes Homines aut Liberi Sunt aut Servi, 2020
8. ↑  Jeroen Puttevils, "Een vergeten bladzijde? De vroege participatie van de Zuidelijke Nederlanden aan slavernij" in: Staat & slavernij. Het Nederlandse koloniale slavernijverleden en zijn doorwerkingen, eds. Rose Mary Allen e.a., 2023, p. 352
9. ↑  Pierre Verhaegen, "Le commerce des esclaves en Belgique à la fin du XVIIIe siècle", in: Annales de la Société d'Archéologie de Bruxelles, 1901, p. 259
10. ↑  Ernest Nys, "L'esclavage noir devant les jurisconsultes et les cours de justice", in: Revue de droit international et de législation comparée, 1890, p. 66. Gearchiveerd op 15 september 2021.
11. ↑  John G. Everaert, Commerce d'Afrique et traite négrière dans les Pays-Bas autrichiens, in: Revue française d'histoire d'Outre-Mer, 1975, p. 177-185. Gearchiveerd op 17 juni 2022.
12. ↑  Jeroen Puttevils, "Een vergeten bladzijde? De vroege participatie van de Zuidelijke Nederlanden aan slavernij" in: Staat & slavernij. Het Nederlandse koloniale slavernijverleden en zijn doorwerkingen, eds. Rose Mary Allen e.a., 2023, p. 356
13. ↑  Jeroen Puttevils, "Een vergeten bladzijde? De vroege participatie van de Zuidelijke Nederlanden aan slavernij" in: Staat & slavernij. Het Nederlandse koloniale slavernijverleden en zijn doorwerkingen, eds. Rose Mary Allen e.a., 2023, p. 350
14. ↑  Eddy Stols, ‘Tempo dos Flamengos’ Of de Brazilianen over hun Hollandse verleden in: Ons Erfdeel, 1991, p. 414
15. ↑  Jeroen Puttevils, "Een vergeten bladzijde? De vroege participatie van de Zuidelijke Nederlanden aan slavernij" in: Staat & slavernij. Het Nederlandse koloniale slavernijverleden en zijn doorwerkingen, eds. Rose Mary Allen e.a., 2023, p. 351
16. ↑  Jan Denucé, Afrika in de XVIe eeuw en de handel van Antwerpen, 1937, p. 35-42 en p. 50-56
17. ↑  Dirk Jacobs, Geopolitiek en sociaal kapitaal in een Brugse grafkelder. Slavenhandelaar Nicolas Masterson en de trans-Atlantische driehoekshandel tijdens de Vierde Engels-Nederlandse Oorlog (1780-1784), in: Handelingen van het Genootschap voor Geschiedenis te Brugge, 2022, nr. 1, p. 115-158. Gearchiveerd op 16 april 2023.
18. ↑  'Belgische' schepen vervoerden naar schatting vijfduizend slaven, knack.be, 17 februari 2021. Gearchiveerd op 18 februari 2021.
19. ↑  Met 2000 slaven in 2016 scoort België nog goed, MO*, 31 mei 2016. Gearchiveerd op 21 mei 2022.